# Ronde van Frankrijk 2004
De 91e editie van de Ronde van Frankrijk ging van start op 3 juli 2004 in Luik en eindigde op 25 juli in Parijs. Het parcours was in totaal 3390 km lang en 188 renners, verdeeld over 21 ploegen, gingen van start.
In totaal waren er twintig etappes. voorafgegaan door een proloog. Er waren zeven bergetappes, waarvan één in het Centraal Massief, twee in de Pyreneeën en vier in de Alpen. Er werden, naast de proloog, drie tijdritten verreden: een ploegentijdrit, een klimtijdrit naar Alpe d'Huez en een individuele tijdrit op de voorlaatste dag.
De Texaan Lance Armstrong won deze editie van de Ronde van Frankrijk. In 2012 bleek echter dat hij doping heeft gebruikt. Hierop besloot de UCI Armstrong als winnaar de schrappen. Tourdirecteur Christian Prudhomme besloot om geen nieuwe winnaar aan te wijzen. Andere favorieten waren de Duitser Jan Ullrich en de Baskische Spanjaard Iban Mayo. Er waren geen Nederlandse of Belgische favorieten voor de eindzege.

## Klassementsleiders per etappe

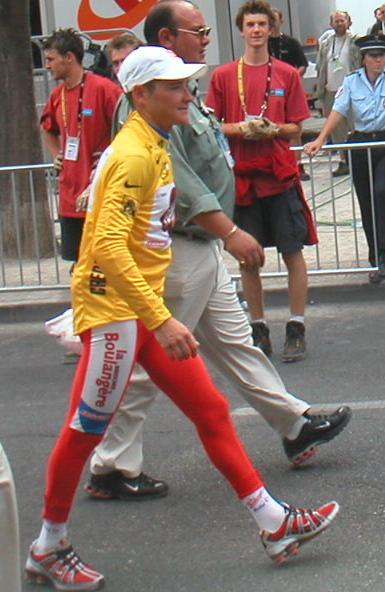
Thomas Voeckler nog in het geel na de 14e etappe.

## Etappe-overzicht
| datum   | etappe  | route                                           | afstand  | type           | winnaar                | ploeg                |
| ------- | ------- | ----------------------------------------------- | -------- | -------------- | ---------------------- | -------------------- |
| 3 juli  | Proloog | Luik                                            | 6,1 km   | Ind. tijdrit   | Fabian Cancellara      | Fassa Bortolo        |
| 4 juli  | 1       | Luik - Charleroi                                | 202,5 km |                | Jaan Kirsipuu          | Ag2r Prévoyance      |
| 5 juli  | 2       | Charleroi - Namen                               | 210 km   |                | Robbie McEwen          | Lotto-Domo           |
| 6 juli  | 3       | Waterloo - Wasquehal                            | 195 km   |                | Jean-Patrick Nazon     | Ag2r Prévoyance      |
| 7 juli  | 4       | Cambrai - Arras                                 | 65 km    | Ploegentijdrit | US Postal              | US Postal            |
| 8 juli  | 5       | Amiens - Chartres                               | 195 km   |                | Stuart O'Grady         | Cofidis              |
| 9 juli  | 6       | Bonneval - Angers                               | 190 km   |                | Tom Boonen             | Quick·Step-Davitamon |
| 10 juli | 7       | Châteaubriant - Saint-Brieuc                    | 208 km   |                | Filippo Pozzato        | Fassa Bortolo        |
| 11 juli | 8       | Lamballe - Quimper                              | 172 km   |                | Thor Hushovd           | Crédit Agricole      |
| 12 juli | Rustdag | Rustdag                                         | Rustdag  | Rustdag        | Rustdag                | Rustdag              |
| 13 juli | 9       | Saint-Léonard-de-Noblat - Guéret                | 160 km   |                | Robbie McEwen          | Lotto-Domo           |
| 14 juli | 10      | Limoges - Saint-Flour                           | 237 km   | Bergetappe     | Richard Virenque       | Quick·Step-Davitamon |
| 15 juli | 11      | Saint-Flour - Figeac                            | 164 km   |                | David Moncoutié        | Cofidis              |
| 16 juli | 12      | Castelsarrasin - La Mongie                      | 199 km   | Bergetappe     | Ivan Basso             | Team CSC             |
| 17 juli | 13      | Lannemezan - Plateau de Beille                  | 217 km   | Bergetappe     | Lance Armstrong        | US Postal            |
| 18 juli | 14      | Carcassonne - Nîmes                             | 200 km   |                | Aitor González Jiménez | Fassa Bortolo        |
| 19 juli | Rustdag | Rustdag                                         | Rustdag  | Rustdag        | Rustdag                | Rustdag              |
| 20 juli | 15      | Valréas - Villard-de-Lans                       | 179 km   | Bergetappe     | Lance Armstrong        | US Postal            |
| 21 juli | 16      | Bourg d'Oisans - L'Alpe d'Huez                  | 15,5 km  | Ind. tijdrit   | Lance Armstrong        | US Postal            |
| 22 juli | 17      | Bourg d'Oisans - Le Grand-Bornand               | 212 km   | Bergetappe     | Lance Armstrong        | US Postal            |
| 23 juli | 18      | Annemasse - Lons-le-Saunier                     | 166 km   | Bergetappe     | Juan Miguel Mercado    | Quick·Step-Davitamon |
| 24 juli | 19      | Besançon - Besançon                             | 55 km    | Ind. tijdrit   | Lance Armstrong        | US Postal            |
| 25 juli | 20      | Montereau-Fault-Yonne - Parijs (Champs-Élysées) | 165 km   |                | Tom Boonen             | Quick·Step-Davitamon |

## Eindklassementen

### Algemeen klassement
| rang | renner            | land             | ploeg                   | tijd       |
| ---- | ----------------- | ---------------- | ----------------------- | ---------- |
|      | Lance Armstrong   | Verenigde Staten | US Postal               | 83u 36'02" |
| 2    | Andreas Klöden    | Duitsland        | T-Mobile Team           | + 6' 19"   |
| 3    | Ivan Basso        | Italië           | Team CSC                | + 6' 40"   |
| 4    | Jan Ullrich       | Duitsland        | T-Mobile Team           | + 8' 50"   |
| 5    | José Azevedo      | Portugal         | US Postal               | + 14' 30"  |
| 6    | Francisco Mancebo | Spanje           | Illes Balears - Banesto | + 18' 01"  |
| 7    | Georg Totschnig   | Oostenrijk       | Team Gerolsteiner       | + 18' 27"  |
| 8    | Carlos Sastre     | Spanje           | Team CSC                | + 19' 51"  |
| 9    | Levi Leipheimer   | Verenigde Staten | Rabobank                | + 20' 12"  |
| 9    | Óscar Pereiro     | Spanje           | Phonak                  | + 22' 54"  |
| 10   | Pietro Caucchioli | Italië           | Alessio-Bianchi         | + 24' 21"  |

### Puntenklassement
| rang | renner         | land      | ploeg             | punten |
| ---- | -------------- | --------- | ----------------- | ------ |
|      | Robbie McEwen  | Australië | Lotto-Domo        | 272    |
| 2    | Thor Hushovd   | Noorwegen | Crédit Agricole   | 247    |
| 3    | Erik Zabel     | Duitsland | T-Mobile Team     | 245    |
| 4    | Stuart O'Grady | Australië | Cofidis           | 234    |
| 5    | Danilo Hondo   | Duitsland | Team Gerolsteiner | 227    |

### Bergklassement
| rang | renner            | land             | ploeg                | punten |
| ---- | ----------------- | ---------------- | -------------------- | ------ |
|      | Richard Virenque  | Frankrijk        | Quick Step-Davitamon | 226    |
| 2    | Lance Armstrong   | Verenigde Staten | US Postal            | 172    |
| 3    | Ivan Basso        | Italië           | Team CSC             | 119    |
| 4    | Michael Rasmussen | Denemarken       | Rabobank             | 119    |
| 5    | Jan Ullrich       | Duitsland        | T-Mobile Team        | 115    |

### Jongerenklassement
| rang | renner           | land      | ploeg                   | tijd       |
| ---- | ---------------- | --------- | ----------------------- | ---------- |
|      | Vladimir Karpets | Rusland   | Illes Balears - Banesto | 84u 01'13" |
| 2    | Sandy Casar      | Frankrijk | Fdjeux.com              | + 3' 42"   |
| 3    | Thomas Voeckler  | Frankrijk | Brioches La Boulangère  | + 6' 01"   |
| 4    | Michael Rogers   | Australië | Quick Step-Davitamon    | + 16' 28"  |
| 5    | Iker Camaño      | Spanje    | Euskaltel-Euskadi       | + 22' 03"  |